# Africanus Horton
Africanus Horton (1835-1883), James Beale, médico, escritor y folclorista de Sierra Leona.
Africanus nació en el seno de una tribu igbo cerca de Freetown, Sierra Leona como James Horton. Por el duro clima de África Occidental, los británicos entrenaban a los nativos como médicos. A través de este programa, Horton pudo estudiar en el King's College de Londres y en la Universidad de Edimburgo, en la que se licenció en medicina en abril de 1859.
Además de ejercer como médico, fue oficial de la Armada Británica, banquero, empresario minero y escribió bastantes libros y ensayos como Vindication of the African Race de 1868, en respuesta al racismo que emergía en Europa. Su obra pronosticó el autogobierno africano y muchos otros acontecimientos en África de los años 1950 y 1960. Se le suele considera fundador del movimiento nacionalista africano.
- Datos: Q4690079
- Multimedia: James Africanus Horton / Q4690079